# Content Addressed Storage
Content Addressed Storage (en español almacenamiento direccionado de contenido)  (CAS) es una tecnología para el almacenamiento a largo plazo de documentos electrónicos garantizando el cumplimiento de las exigencias legales respecto a integridad y conservación de los mismos.

## Breve reseña histórica
CAS es una tecnología inicialmente desarrollada por la compañía EMC y comercializada por primera vez alrededor de 2003.
Sus especificaciones se encuentran libres de regalías. Con esto, la compañía intenta crear un estándar de industria en el campo del archiving y la gestión documental.

## Fundamentos y características funcionales
CAS o almacenamiento direccionado por el contenido se diferencia de otras tecnologías en el modo en el que almacena y recupera los archivos informáticos.
Cuando se desea almacenar un fichero, este se transfiere por completo a la plataforma CAS de almacenamiento junto con ciertos metadatos. La plataforma genera un identificador único e irrepetible para dicho fichero en función de su contenido gracias a una función hash. Dicho identificador debe ser recordado por los programas informáticos, para posterior referencia.
Si dicho identificador ya existe en la plataforma, significa que el documento ya está almacenado. Por tanto, no es necesario generar un duplicado. En caso contrario, el fichero es almacenado con la garantía de que jamás será sobrescrito o modificado. Esto se debe a que cualquier otro documento, incluso pequeñas modificaciones del primero, generarán un identificador distinto. Por tanto, serían almacenados como un fichero completamente diferente.
La recuperación de los documentos tiene lugar a través del identificador único. No existen carpetas
ni particiones como ocurre en los sistemas de ficheros.
La primitiva de borrado o eliminación de ficheros no existe. A priori, no es posible hacer desaparecer un fichero una vez que ha sido almacenado. No obstante, cada fichero lleva asociado un "período de retención". Esto es, una fecha a partir de la cual el fichero no tiene valor o validez. Este es uno de los metadatos que la aplicación aporta cuando almacena el fichero. Por defecto, dicho período de retención es infinito. Gracias a esto, la propia plataforma se encarga de eliminar los ficheros solamente cuando es pertinente. Naturalmente, se requiere la orden de "purgado" por parte de un administrador de sistemas.
Otra característica de la plataforma es que realiza periódicamente y de manera desatendida todos los chequeos necesarios para garantizar que los ficheros almacenados son legibles y permanecen íntegros, detectando y corrigiendo fallos en el medio de almacenamiento.

## CAS como respuesta a exigencias legales
La tecnología CAS surge en los Estados Unidos como una respuesta a los nuevos imperativos legales derivados de los escándalos financieros de las compañías Enron y WorldCom. Estos imperativos surgen de la Ley Sarbanes-Oxley respecto a la obligación de conservar todo tipo de documentación, incluido el correo electrónico, con la debida garantía de integridad y no eliminación.
Esto es materia de las disciplinas de Records Management y Archiving, que representan
el "estado de la cuestión" en lo referente a protección de activos digitales. CAS es una herramienta útil para implementar una solución de este tipo.